# Milton Young

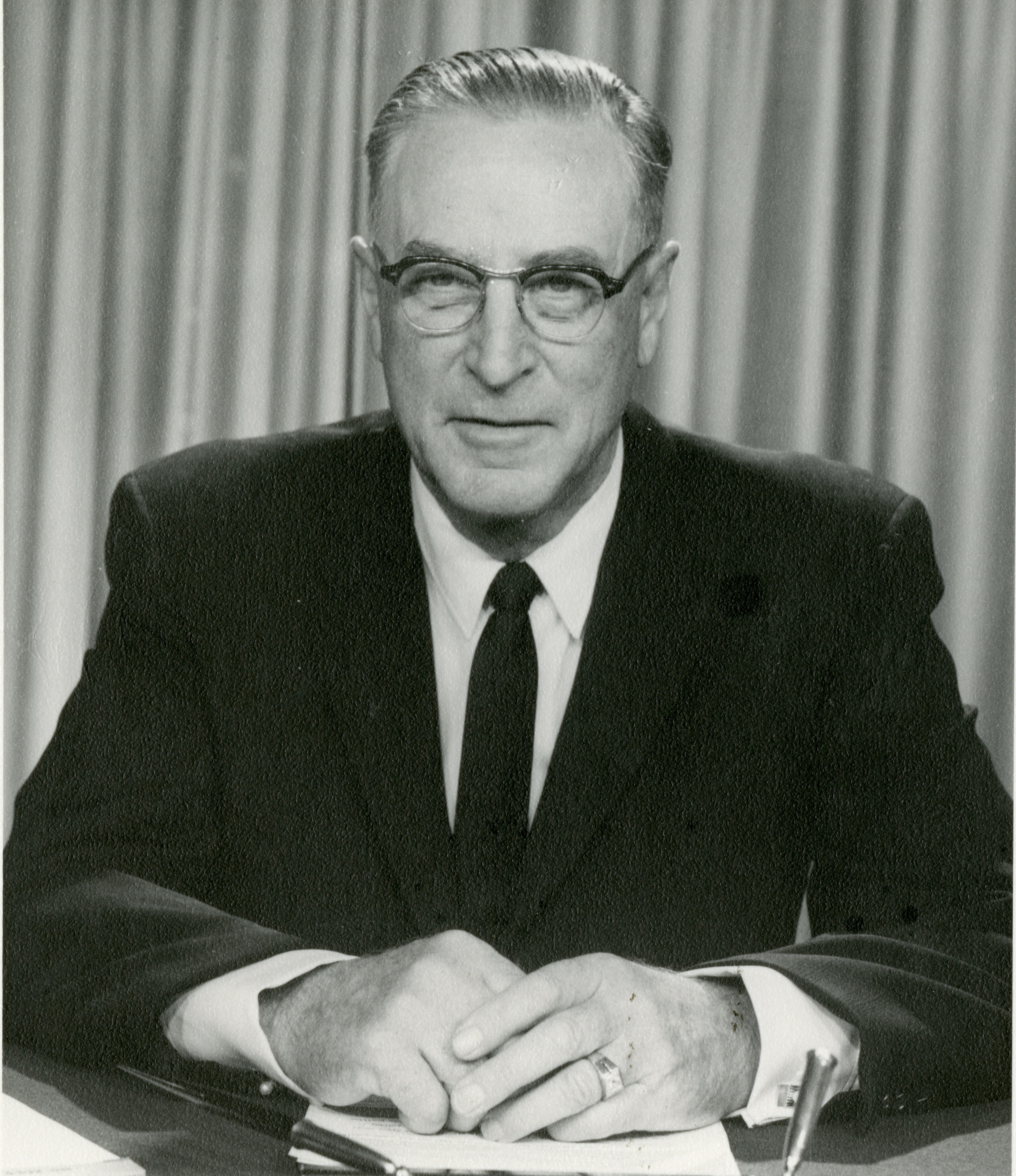
Milton Young

Milton Ruben Young, född 6 december 1897 i Berlin, North Dakota, död 31 maj 1983 i Sun City, Arizona, var en amerikansk republikansk politiker. Han representerade delstaten North Dakota i USA:s senat 1945-1981.
Young gick i skola i LaMoure High School i La Moure County. Han studerade vid North Dakota State Agricultural College och Graceland College. Young var verksam som jordbrukare i North Dakota. Han gifte sig 1919 med Malinda Benson. Paret fick tre söner. De var gifta fram till Malindas död år 1969 och Young gifte sedan om sig med Patricia Byrne.
Senator John Moses avled 1945 i ämbetet och Young blev utnämnd till senaten fram till fyllnadsvalet följande år. Han vann fyllnadsvalet och omvaldes 1950, 1956, 1962, 1968 och 1974. Han kandiderade inte till omval i senatsvalet 1980. Som en hyllning till sin långa karriär fick han tjänstgöra som president pro tempore of the United States Senate, tillförordnad talman i senaten, under en dag, den 5 december 1980, trots att demokraterna hade majoritet i senaten.
Youngs grav finns på Berlin Cemetery i Berlin, North Dakota.